# Aldersgrænser på film
Aldersgrænser på film anvendes blandt andet på film for at beskytte børn og unge, som en advarsel til forældre og andre personer, som beskæftiger sig med denne aldersgruppe, om at en film kan indeholde voldsscener, pornografi etc. Der anvendes forskellige grænser i forskellige lande.
Grænserne kan derfor ikke sammenlignes direkte.

## Aldersgrænser på film i forskellige lande

### Danmark
- Tilladt for alle
- Tilladt for alle, men frarådes børn under 7 år

Film i denne kategori må kun indeholde få elementer, der kan skræmme børn såsom; en far eller mor, der dør, eller børn og dyr, der forlades eller lider.
Voldsomme film kan godt få 7 års grænsen. Det afhænger af den sammenhæng volden optræder i. Vold i tegnefilm indgår ofte i en humoristisk urealistisk sammenhæng, der har stor distance til virkeligheden, og derfor ikke er så skræmmende.
- Tilladt for børn over 11 år

Katastrofefilm, science- fiktion og en række actionkomedier får denne placering.
- Tilladt for børn over 15 år

Film, der indeholder meget eller udpenslet vold, film der fremstiller selvdestruktion, og film, der har et gennemgåede truende eller depressivt udtryk placeres her.
Selvom en film ikke indeholder udpenslet vold, kan den blive “15”; hvis volden f.eks indgår i en stærk tvetydig, mystisk og ubehagelig sammenhæng. Pornografiske film placeres også i denne kategori.

### Frankrig[1]
- For personer i alle aldre
- Forbudt for børn under 12 år
- Forbudt for børn under 16 år
- Forbudt for børn under 18 år

### Hongkong
- Egnet til personer i alle aldre

- Ikke egnet til børn

- Ikke egnet til unge og børn

- Forbudt for børn under 18 år

### Island
- For personer i alle aldre

- Ikke egnet til børn under 6 år

- Ikke egnet til børn under 9 år

- Ikke egnet til børn under 12 år

- Ikke egnet til børn under 14 år.

- Ikke egnet til børn under 16 år

- Ikke egnet til børn under 18 år

### Italien
- For personer i alle aldre

- Ikke egnet til børn under 6 år.

- Forbudt for børn under 10 år.

- Forbudt for børn under 14 år, men børn der er mindst 12 år, kan optages med voksenledsagelse

- Forbudt for børn under 18 år

### Tyskland
- Ohne Altersbeschränkung (FSK 0)

For personer i alle aldre.
- Freigegeben ab 6 Jahren (FSK 6)

Forbudt for børn under 6 år.
- Freigegeben ab 12 Jahren (FSK 12)

Forbudt for børn under 12 år, men børn der er mindst 6 år, kan optages med voksenledsagelse.
- Freigegeben ab 16 Jahren (FSK 16)

Forbudt for børn under 16 år.
- Keine Jugendfreigabe (FSK 18)

Forbudt for børn under 18 år.

### USA
- G for General

Intet i filmen er skadeligt for børn at se.
- PG for Parental Guidance

Forældre opfordres til, at vejlede deres børn, da der kan være elementer som forældre mener kan være upassende for deres børn.
- PG-13 for Parental Guidance 13+

Forældre opfordres til, at være forsigtige. Dele af filmen vurderes at være upassende for børn i før-teenage alderen.
- R for Restricted

filmen indeholder elementer af voksen karakter. forældre opfordres til, at undersøge filmens indhold, før de tager deres børn med for, at se den.
- NC-17 for No Children Under 17 Admitted

Film kun for voksne over 17 år.
- NR for Not Rated

Gives til film, der ikke er klassificeret.